# José Albi
José Albi Fita (Valencia, 1922-Denia (Alicante), 7 de junio de 2010) fue un poeta, crítico literario y traductor español, Premio de las Letras Valencianas 2002.
Cursó los estudios de Derecho en la Universidad de Valencia y en la de Deusto, licenciado en Filosofía y Letras en la Universidad de Zaragoza, obteniendo el doctorado en la Universidad Central de Madrid.
Su interés por la poesía arrancó con la lectura de Marinero en tierra, de Alberti. A partir de la década de 1950 aparece su extensa obra, y también su interés por la crírica literaria que empieza a plasmar en la revista Cuadernos literarios, que funda en 1954. Destacó también por su trabajo con Joan Fuster en las recopilaciones de destacados escritores que juntos abordaron: Antología del surrealismo español, Antología de la poesía de Ángel Crespo y Antología de Paul Eluard.
Como poeta tuvo en amplio reconocimiento de público y crítica, y obtuvo varios galardones. En 1957 obtiene su primer premio destcable, el Premio Valencia de Literatura, por Vida de un hombre. A partir de ese momento se sucederían varios galardones: Premio Gabriel Miró por El silencio de Dios; de nuevo el Premio Valencia de Literatura en 1977, por Odisea 77; Premio Miguel Ángel de Argumosa en 1978 por Elegía atlántica y Premio de las Letras Valencianas de la Generalidad Valenciana, en 2002.
Era Presidente de honor de la Asociación Valenciana de Escritores y Críticos Literarios.